# Толстоверетено
Толстоверетено — деревня в Куртамышском районе Курганской области. Входит в состав Камышинского сельсовета.

## История
До 1917 года входила в состав Камышевской волости Курганского уезда Тобольской губернии. По данным на 1926 год состояла из 122 хозяйств. В административном отношении входила в состав Колесовского сельсовета Утятского района Курганского округа Уральской области.

## Население
| 1989 | 2002 | 2010 |
| ---- | ---- | ---- |
| 120  | ↘59  | ↘43  |

По данным переписи 1926 года в деревне проживало 530 человек (249 мужчин и 281 женщина), в том числе: русские составляли 100 % населения.